# Johanna i parken
Johanna i parken är en skulptur och en fontän i stadsparken i Skellefteå. 
Boende i Skellefteå stad fick rinnande vatten från Falkträsket hösten 1895. Dessförinnan hade de boende hinkat vatten från Skellefteälven. Det nya vattenledningarna firades med inköpet av fontänen Johanna i parken. Uppgifterna om vad den kostade varierar från mellan 1500 kr till 12 200 kronor. Det var Skellefteå stads första skulptur.
Fontänen kom på plats 1886 och har alltid stått i stadsparken. Under lång tid var det oklart vem som ritat och tillverkat fontänen. År 1995 hittades dock ritningarna på Företagsarkivet i Stockholm som visade att fontänskulpturen göts av företaget J & C G Bolinders och att ritningen var signerad V. Shausgaard. I samband med ombyggnaden av stadsparken 2013 skickades Johanna i Parken till Stockholm för totalrenovering. Fontänen ställdes tillbaka 2014.
År 2019 beslutade samhällsbyggnadsnämnden, i enlighet med ett inlämnat Skellefteåförslag, att fontänen skulle få belysning.